# Мікронезійці
Мікронезійці — група народів, що проживають в Мікронезії. Загальна чисельність — 115 000 осіб. У Мікронезії налічується близько 40 мов і діалектів. Основні мови мікронезійської групи: кірибаті, каролінська, косрае, маршальська, мокіл, пінгелап, понпеї, чуук, науруанська. Мови палау і чаморро відносяться до західно-малайсько-полінезійських, а япська утворює окрему гілку у складі океанійських мов, куди відносяться і мікронезійські мови. Зрештою всі вони входять в австронезійську сім'ю.

## Окремі народи Мікронезії
- Банаба
- Каролінці
- Кірибаті
- Косрае
- Маршальці
- Науру
- Палау
- Понпейці
- Чаморро
- Чуукці
- Япці

## Походження
Походження мікронезійців довгий час залишалося загадкою. Не до кінця це з'ясовано і зараз. Так чи інакше, народи Малайзії, Індонезії, Філіппін, Океанії об'єднуються в одну, австронезійську мовну сім'ю, з якої виділилися мікронезійці та близькі до них полінезійці. Останні близькі й за расовим типом, вони мають риси всіх трьох рас.
Народи цього регіону з давнини славилися навичками мореплавства. Малагасійці, що живуть на Мадагаскарі, теж вихідці з Малайзії, змішані з місцевим населенням. Але їхня мова — австронезійська. Першими європейцями й колонізаторами в Мікронезії були іспанці. У XIX столітті Каролінські і Маршаллові острови були колонією Німеччини, острова Гілберта — Великій Британії, ще пізніше частина цих островів захопила Японія, і потім США. Протекторат США не пройшов безслідно для островів. В 1946 році на відомому атолі Бікіні була підірвана перша атомна бомба, і США почали ядерні випробування. Жителі були переселені на сусідні острови. Але атол знаменитий ще й тим, що тепер весь світ носить купальники з такою назвою.

## Соціальна структура
На більшості островів рід був материнський, на деяких — батьківський. Народ ділився, як правило, на три класи, вожді вищого і другого рангу, і народ, наприклад, на Маршаллових островах вони відповідно називалися «іріой лаплап, іріой еріі, каюр». Але звичаї були не скрізь однакові, на островах Яп не було загального вождя, кожне село мала свого. Вожді називалися «пілуни», або «пілуни ко винау». Таких вождів було вісім. Своя структура була на Понапе. Цей острів крупніше всіх Маршаллових разом узятих. Тут було п'ять «царств»: Нетт, У, Кіті, Сокес і Матоленім. Правителі («царі») називалися нанмарки, старші вожді — лаплап, «міністри» — нанікени. Вожді острова Понапе вважалися ієрархічно вище інших вождів.

## Господарство культура
Багато чого міг дати тільки океан, а на самих островах росли тільки пальми, бамбук і панданус. Родючий шар дуже тонкий. Остров'яни вирощували таро, ямс, хлібне дерево, збирали кокосові горіхи, ловили продукти моря, продавали копру. На островах Яп і Маджуро головна культура — таро, в інших місцях — ямс. На Понапе улюбленою стравою було собаче м'ясо.
У побуті остров'ян головне місце займали судна — човни. Були човни різних типів: дібеніл — вітрильна, валабі — велика весловий човен. Вітрила робилися з листя панданусу. На Палау та островах Яп використовували каное (попо) і бамбукові плоти.
Мікронезійці вміли виготовляти навігаційні карти (ребеліби). Вони були секретними, зашифровані. Були й навчальні карти (матанги). Навігації навчали. «Капітанські курси» тривали 3-4 місяці. «Капітан» називався ремедо. Під час морського походу йому не міг давати поради ні вождь, ні простий острів'янин.
Для морського походу 1 атол міг спорядити до 80 човнів.
Традиційне житло — хатина з листя пандануса і деревини. В селах є і великі будинки, громадські або чоловічі, на Понапе їх називають наси, на острові Яп чоловічі будинку — фалу, жіночі — допал. Вони є в будь-якому селі. За формою подібні з будовами на Новій Гвінеї та в Індонезії. Традиційний одяг — пов'язка на стегнах, спідниця з листя або з бавовни, прикрашеною візерунками. Поширені такі види прикрас, як вінки, вони збиралися з певних кольорів і мали певний сенс. Вживаються тори — пояси з бананового лика. Тепер, звичайно, використовується і сучасний одяг.
На островах Яп зустрічаються мегаліти. На Бабелтуап теж, і ще одна загадка історії — дороги, мощені кам'яними плитами. Відомо, що на Япі вживали та вживають досі кам'яні гроші, схожі на млинові жорна, які перекочували за допомогою бамбукових палиць. Каменоломні перебували на сусідньому Бабелтуапі, і камені вивозили звідти. На Палау були в обігу скляні гроші, проте скло мікронезійці виготовляти не вміли. Звідки його привозили, невідомо. Зустрічалися також гроші з морських черепашок.
Інша загадка — Нан Мадол, «мікронезійська Венеція». Це ціле місто на воді, у лагуні на острові Понапе. На штучних острівцях збудовані кам'яні споруди. Творці його невідомі. Передбачається, що це — вожді Понапе. Самі ці споруди є похованнями вождів і воїнів. Тому остров'яни забороняли іноземцям відвідувати Нан Мадол. Попри заборони, археологи намагалися проникати сюди. Першим європейцем, що потрапили сюди, був губернатор Берг (острови тоді були володінням кайзера Вільгельма). Після своїх досліджень він дивним чином помер.

## Духовна культура і вірування
З видів мистецтва популярні спів і танці. Кожен етнос має свої міфи. Остров'яни намагаються зберігати самобутні традиції, хоча елементи європейської культури проникають сюди все більше. Особливо консервативні япці. Жінкам тут заборонено одружуватися з будь-яким чужинцем, тому тут взагалі немає метисів.
Релігія мікронезійців вивчена слабо. Найбільш повно її характеризував М. М. Миклухо-Маклай. Він представляє її як шаманізм. Головне поняття тут — «калит», поняття широке і невизначене. Це і чаклуни, жерці, віщуни, але так називають і все надприродне. Чаклунів зараз небагато, більше стало священників. Зазвичай чаклун займався лікуванням, для цього він повинен був володіти «віні», тобто чарівною силою, отриманої від духу «ані». Духи померлих за поданнями одних жили під водою, за уявленнями інших (острів Палау) — на маленькому острівці Ньяур (Ангаур).
Уявлення розрізнялися, один з варіантів місцевої міфології розповідають жерці острова Яп. Тут розташовані святилища — мегалітичні споруди (твліу), найбільше з них — Гатсапар. У ньому, за переказами, мешкає дух Еналафа, верховного божества, сина Левіран. Левіран — мати семи дітей, які пережили потоп і заселили землі Мікронезії. Еналаф з сестрою Ліомарар оселився в Гатсапарі.
Структура світу за віруваннями япцев така: світ складається з семи небес, на першому живе сам Еналаф, на другому — бог війни Луг, на третьому — макане (душі померлих), на четвертому — туфе (зірки), на п'ятому — пулу (місяць), на шостому — яле (сонце), на сьомому — покояться тайфуни і урагани, і окремо стоять світ людей і підземний світ — яр. Жрець Гатсапара вважається верховним не тільки на Япі, його шанують і далі на сході. Ймовірно, остров'яни пам'ятають, що розселялися з цих місць, і була колись мікронезійська «імперія» з центром на островах Яп.